# グラン・グリフォン・バンデーン
グラン・グリフォン・バンデーン（英：Grand Griffon Vendeen）とは、フランス原産のセントハウンド犬種である。ブリケ・グリフォン・バンデーン、グラン・バセット・グリフォン・バンデーン、プチ・バセット・グリフォン・バンデーンは兄弟種であり、これらは「バンデーン犬種」と呼ばれている。

## 歴史
およそ15世紀頃にイタリア原産のラフコートのセントハウンドやフランス王家の犬種であったキングス・ホワイト・ハウンドなどを交配させて作り出されたグリフォンタイプの猟犬である。イノシシ、シカ、オオカミなどの大型獣の狩猟に使われ、狩猟本能が旺盛でエキサイトしやすい性格であるためかつては猟犬として重宝されていた。しかし、フランス革命と第二次世界大戦の戦禍により数が激減し、更にフランス国内で大型獣の狩猟が制限された事により仕事を失い、希少化してしまった。そのため、戦後はフランスからアメリカに輸出が行わ
れ、愛好家がブリーディングを行って頭数の回復を図る計画が立てられている。しかしながら未だにその頭数は少なく、FCI公認犬種と言えど、絶滅の可能性が非常に高い犬種のひとつとしてリストに挙げられている。

## 特徴
脚の長いセントハウンドで、キングス・ホワイト・ハウンドほどではないが垂れ耳は長めである。尾は垂れ尾。コートはぼさぼさした硬めのラフコートで、毛色はミルク・アンド・カフェオレやミルク・アンド・レモンなどがある。体力は多く、走るのも早い生粋の猟犬種である。体高60〜66cm、体重30〜35kgの大型犬で、性格は熱狂的で活発である。生まれつき猟犬としての能力を備えているので、小型犬や小動物と一緒に飼育するのは難しい。飼育はやや難しいがドッグスポーツに最適の犬種で、フリスビーやランニングなどを得意とする。